# Dendryphantes calus
Dendryphantes calus là một loài nhện trong họ Salticidae.
Loài này thuộc chi Dendryphantes. Dendryphantes calus được Ralph Vary Chamberlin miêu tả năm 1916.